# 拉瑟福德 (新澤西州)
拉瑟福德（英語：Rutherford）是位於美國新澤西州伯根縣的自治市鎮。

## 人口
根據2020年美國人口普查的數據，拉瑟福德的面積為7.49平方千米，當中陸地面積為7.20平方千米，而水域面積為0.29平方千米。當地共有人口18834人，而人口密度為每平方千米2,515人。